# Bellissimo (Raffaello)
Bellissimo è il quarto album del cantante neomelodico napoletano Raffaello, pubblicato nel 2008.

## Tracce
1. Un nuovo amore
2. Sto' guardanne e 'nnammurate
3. La dea dell'amore
4. Ma quale festa
5. Come sei fragile
6. Un cuore sul diario
7. Non ama te
8. Mettiamo fine a questo amore
9. Una donna per amico
10. Ogge te sposo
11. Qualunque prezzo
12. T'accuntiente 'e 'na mezz'ora
13. Credimi
14. Famme sapè
15. Senza tiempo